# Ліхініягама (Грама Ніладхарі)
Грама Ніладхарі Ліхініягама (№ 142H) — Грама Ніладхарі підрозділу ОС Дехіаттакандія, округ Ампара, Східна провінція, Шрі-Ланка.

## Демографія
| Населення (2007) | Населення (2007) | Населення (2007) | Населення (2007) | Населення (2007) |
| Населення        | Чоловіки         | Жінки            | Діти             | Дорослі          |
| ---------------- | ---------------- | ---------------- | ---------------- | ---------------- |
| 3,386            | 1,707            | 1,679            | 1,282            | 2,104            |